# Герінгей (боро)
Ге́рінгей (англ. London Borough of Haringey) — боро на півночі Лондона.

## Географія
Боро межує з Енфілдом на півночі, Волтем-Форестом на сході, Гекні, Ізлінгтоном і Кемденом на півдні, Барнетом на заході.

## Райони
- Баундс Грін
- Боуз Парк (також входить до Енфілда)
- Броудвотер Фарм
- Крауч Енд
- Фінсбері-Парк (також входить до Ізлінгтона та Гекні)
- Фортіс Грін
- Герінгей
- Гайгейт (також входить до Ізлінгтона та Кемдена)
- Горнсі
- Масвел Гіл
- Ноел Парк
- Нортамберленд-Парк
- Саут-Тоттенем
- Сент-Енз
- Севен-Сістерс
- Страуд Грін
- Тоттенем
- Тоттенем-Гейл
- Вест Грін
- Вуд Грін

## Спорт
У боро базується футбольний клуб «Тоттенгем Готспур», який виступає у Прем'єр-лізі, найвищому дивізіоні країни.